# Alexander III. (Papst)

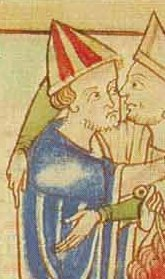
Papst Alexander III. bei der Verabschiedung von Erzbischof Thomas Becket (rechts) im Herbst 1165 (Miniatur, vermutlich von Matthaeus Parisiensis, zw. 1220 und 1240, British Library)

Papst Alexander III. (* um 1100 oder 1105 in Siena, vermutlich als Rolando Bandinelli; † 30. August 1181 in Civita Castellana bei Viterbo) amtierte vom 7. September 1159 bis zu seinem Tod als Oberhaupt der römischen Kirche. Fast zwanzig Jahre lang rang er mit dem deutschen Kaiser Friedrich Barbarossa und dem englischen König Heinrich II. gegen das Schisma des Papsttums. Er gilt als einer der wichtigsten Päpste des Hochmittelalters. In seiner Amtszeit fand 1179 das dritte Laterankonzil statt. Alexander III. war der einzige Papst in der Geschichte, der insgesamt mit vier Gegenpäpsten hintereinander konfrontiert wurde.
In der älteren Forschung wurde Alexander III. in der Regel mit dem Dekretisten „Magister Rolandus“ von Bologna identifiziert. Diese Ansicht wurde jedoch von John Noonan (1977), von Rudolf Weigand (1980) und von Kerstin A. Jacobi (2003) in Frage gestellt.

## Leben

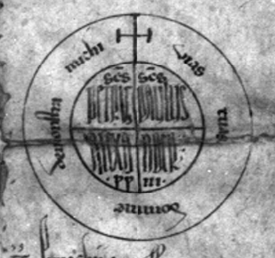
Rota des Papstes auf einem Privileg von 1175 mit der Devise Vias tuas Domine demonstra michi

Rolando Bandinelli entstammte einer vornehmen Sieneser Familie. Von seinem frühen Bildungsweg sind kaum Details bekannt, jedoch lässt sich der Einfluss Gratians, Petrus Abaelardus’, Bernhards von Clairvaux, Gilberts von Poitiers und Hugos von St. Viktor auf ihn erkennen. Vermutlich in der Zeit vor 1142 war er Dozent für Theologie in Bologna und lehrte dort vorwiegend kanonisches Recht, später wurde er Mitglied des Domkapitels in Pisa.
Nachdem er bereits seit Ende 1148 in dessen Diensten stand, wurde er 1150 von Papst Eugen III. zum Kardinal erhoben und zum Kardinaldiakon von Santi Cosma e Damiano ernannt. 1151 stieg er zum Kardinalpriester von San Marco auf, und wurde schließlich 1153 Kanzler der Römischen Kirche. Zugleich war er einer der wichtigsten Berater Papst Eugens III. sowie seiner Nachfolger Anastasius IV. und Hadrian IV.
Im Jahr 1157 überbrachte er als päpstlicher Legat Kaiser Friedrich I. Barbarossa auf dem Reichstag zu Besançon das Schreiben von Papst Hadrian IV., das maßgeblich von ihm selbst verfasst worden war. Der erste Eklat wurde durch die Anrede ausgelöst, in der es hieß, „Es grüßt Euch unser heiligster Vater, Papst Hadrian und die Gesamtheit der Kardinäle der heiligen römischen Kirche, jener als Euer Vater, diese als Eure Brüder.“ Damit stellte das Schreiben die Kardinäle auf die gleiche Stufe wie den Kaiser. Dies widersprach der sakralen Vorstellung Friedrich Barbarossas vom Kaisertum und der Gleichrangigkeit von Kaiser und Papst zutiefst.
In dem Schreiben wurde die kaiserliche Würde als päpstliches beneficium bezeichnet. Dieser Begriff ist mehrdeutig und konnte sowohl als „Wohltat, Vorrecht, Privileg“, aber auch als „Lehen“, im Sinne von geliehen, übersetzt werden. Um der Gefahr vorzubeugen, dass die päpstliche Seite Fakten schuf, wenn die kaiserliche Seite diese Zweideutigkeit unwidersprochen hinnahm, wählte Friedrichs Kanzler, der spätere Kölner Erzbischof Rainald von Dassel, die verschärfende Übersetzung als Lehen. Die päpstliche Absicht wurde offensichtlich, als Bandinelli der Übersetzung durch Rainald nicht widersprach, sondern mit seiner Äußerung „Von wem hat der Kaiser sein Amt inne, wenn nicht vom Herren Papst?“ (A quo ergo habet, si a domno papa non habet imperium?) noch Öl ins Feuer goss. Der Kaiser war empört. Es kam zum Eklat und der anwesende Pfalzgraf von Bayern, Otto I. von Wittelsbach, bedrohte Bandinelli gar mit dem Schwert. Auf Anweisung Friedrichs I. wurde dem Legaten jedoch freies Geleit für die Heimreise gewährt.

## Papstwahl

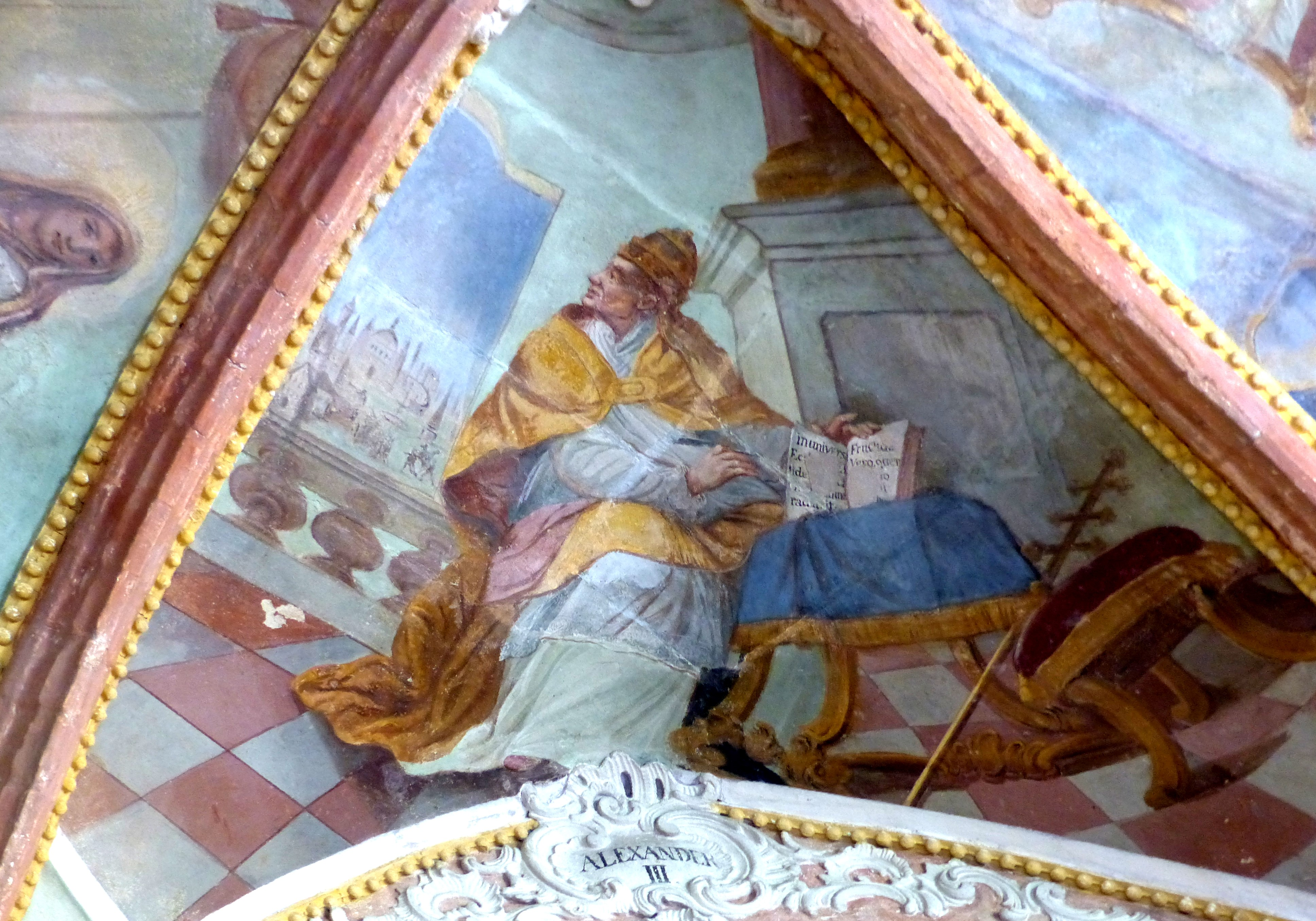
Papst Alexander III. (Fresko im Kreuzgang des Klosters Zlatá Koruna, Tschechien)

Nach dem Tod Hadrians IV. wurde Orlando (Rolando) Bandinelli am 7. September 1159 von einer deutlichen Mehrheit an gregorianisch gesinnten Kardinälen zu dessen Nachfolger gewählt. Eine kaiserfreundliche Minderheit stimmte jedoch für Octaviano de Montecello. Da zuvor Einstimmigkeit für eine rechtmäßige Wahl vereinbart worden war, hielten sie Orlando für nicht gewählt. Als Orlandos Anhänger diesem dennoch den päpstlichen Mantel umlegten, riss Octaviano ihm diesen wieder vom Leib. Es kam zu Tumulten, und Orlando flüchtete sich in die Vatikanfestung nahe St. Peter.

## Schisma
Am 18. September 1159 wurde Roland in Cisterna nahe Rom in einer Wahl von seinen Anhängern als Papst Alexander III. bestätigt. Zwei Tage später erfolgte die Weihe durch Kardinalbischof Hubald von Ostia in Ninfa südöstlich von Velletri bei Norma. Auch wenn Alexander III. damit für die Mehrheit der Kardinäle als in vorgeschriebener Form gewählter und geweihter Papst galt, wurde Octaviano am 5. Oktober 1159 durch Kardinalbischof Imar von Tusculum in Fara nordöstlich von Rom konsekriert und damit zum Gegenpapst Viktor IV. erhoben.
Im Jahr 1160 weigerte sich Papst Alexander III., auf der von Kaiser Friedrich I. einberufenen Synode von Pavia zu erscheinen, getreu dem Grundsatz ein Papst lässt sich von niemandem richten, während sein Opponent, Viktor IV. sich persönlich eingefunden hatte. Bereits in seinem Ladungsschreiben hatte der Kaiser erkennen lassen, wen er für den rechtmäßigen Papst hielt, und Octaviano de Montecello als Papst Viktor, Rolando Bandinelli jedoch als Kanzler Roland tituliert. Offenkundig war nicht an ein ergebnisoffenes Treffen gedacht. Am 13. Februar 1160 wurde deshalb über Alexander III. als Reichsfeind und Schismatiker die Reichsacht und der Kirchenbann ausgesprochen, nachdem die Synode zuvor am 11. Februar die Wahl des Gegenpapstes erwartungsgemäß bestätigt hatte. Ebenfalls am 13. Februar 1160 exkommunizierte Viktor IV. Alexander III. nicht zuletzt wegen der Verschwörung alexandrinischer Kardinäle mit der Stadt Mailand gegen den Kaiser, über die Friedrich Barbarossa die Reichsacht verhängt hatte und gegen die er seit 1153 mehrmals Krieg führte.
Als Antwort exkommunizierte Alexander III. daraufhin am 24. März 1160 seinerseits den Kaiser und den Gegenpapst, verkündet durch seinen Legaten Kardinal Johannes von Anagni im Mailänder Dom. Auf der im Oktober 1160 abgehaltenen Synode zu Toulouse wurde Alexander III. von England, Frankreich, Irland, Norwegen und Spanien als rechtmäßiger und einziger Papst anerkannt. In Deutschland gehörten Welf VI., die Erzbischöfe Konrad von Mainz und Eberhard von Salzburg sowie der große Theologe seiner Zeit, Propst Gerhoch von Reichersberg, zur Partei Alexanders III. Da Friedrich I. aber im Jahr 1162 Mailand eroberte, konnte sich Alexander III. in Italien nicht mehr halten und flüchtete über Genua nach Frankreich. In einer Note an den französischen Kanzler, den Bischof von Soissons, protestierte Friedrich Barbarossa im Zenit seiner militärischen Macht gegen die Aufnahme Alexanders in Frankreich. Da Alexander einem der Söhne des englischen Monarchen einen Ehedispens erteilt hatte, womit er den Territorialinteressen der französischen Krone schadete, war Alexanders Verhältnis zur französischen Monarchie auch nicht spannungsfrei.
Der französische König Ludwig VII. und der deutsche Kaiser Friedrich Barbarossa hatten für den 29. August 1162 ein Treffen an der Reichsgrenze in Saint-Jean-de-Losne an der Saône vereinbart, zu dem beide Päpste vor ein paritätisch besetztes Schiedsgericht im Beisein einer großen Zahl von Reichsfürsten vorgeladen waren, zu dem sich Alexander III. jedoch zu erscheinen weigerte, was den französischen König zu düpieren drohte. Das verspätete Eintreffen Friedrich Barbarossas am Verhandlungsort in Burgund verhinderte einen Gesichtsverlust des französischen Monarchen, der rechtzeitig an der Saône-Brücke nur in Begleitung eines Gesandten Alexanders III. erschienen war und sich daraufhin nach Dijon zurückzog. Der Kanzler des Kaisers, der Kölner Erzbischof Rainald von Dassel, hielt eine Rede in Lateinisch, Deutsch und Französisch, in der er kompromisslos den grundsätzlichen Anspruch des Kaisers, über die Besetzung des bischöflichen Stuhls im Mittelpunkt seines Imperiums, Rom, ohne Beachtung eventueller Einwände der „Provinzkönige“ befinden zu können, erhob. Diese Rede beförderte die gewünschte Entscheidung der Versammlung zugunsten Viktors IV., stellte jedoch einen Affront für die übrigen repräsentierten abendländischen Königreiche dar.
Offensichtlich auf Drängen des französischen Königs erschienen auf einem Hoftag im August 1163 Gesandte Alexanders III. beim Stauferkaiser, die Verhandlungen einleiteten, die durchaus Anlass zu Hoffnungen auf ein günstiges Ergebnis der Gespräche gaben. Infolge des Todes von Viktor IV. am 20. April 1164 in Lucca eilte Rainald von Dassel ohne Beratung mit dem Kaiser dorthin, um die Wahl Guidos von Crema zum neuen Gegenpapst Paschalis III. durchzusetzen. Dadurch verhinderte der Kölner Erzbischof jede Verständigung mit Alexander III.
Schlimmer noch: Auf dem Hoftag zu Würzburg im Mai 1165 gelang es dem Kölner Metropoliten, die Würzburger Eide zu verkünden, in denen der Kaiser sich ausdrücklich verpflichtete, niemals Alexander III., sondern ausschließlich Paschalis III. und von dessen Partei gewählte Nachfolger als Papst anzuerkennen. Neben dem Kaiser und seinem Kanzler leisteten auch die anwesenden englischen Gesandten und die anwesenden geistlichen und weltlichen Fürsten des Reiches den Eid auf den Gegenpapst. Prälaten und Laienfürsten, die nicht an einer derartigen Zuspitzung der Kirchenpolitik interessiert waren, aber auch alexandrinisch gesinnte Kirchenfürsten wie die Erzbischöfe Konrad von Mainz und Hillin von Trier gingen daraufhin auf Distanz zum Kaiser. Gegen die seit Beginn des Schismas proalexandrinisch gesinnten Zisterzienser ging der Kaiser sogar mit Waffengewalt vor.
Alexander III., der 1165 nach Italien zurückkehrte und von Benevent aus agierte, beschränkte sich seinerseits auch nicht auf das Gebet und den geistlichen Disput: Barbarossas rigorose Politik in Oberitalien führte Alexander III. neue Bundesgenossen zu. Im März 1170 drohte er ganz machtpolitisch in der päpstlichen Bulle Non est dubium allen, die den Zusammenhalt der Lombardischen Liga störten, mit kirchlicher Zensur und Exkommunikation. Er verbündete sich nicht nur mit dem kaiserlichen Gegner Mailand, sondern finanzierte sogar ein Söldnerheer. Im Gegenzug benannte 1168 die Lombardische Liga die gegen Barbarossa und seine Bundesgenossen gerichtete Trutzburg nach ihm: Alessandria.
Durch einen Ausbruch der Ruhr, nach anderen Quellen der Malaria im kaiserlichen Heer, an der auch der Kölner Erzbischof Rainald von Dassel starb, der geistige Führer des Widerstandes, vor allem aber durch die große Treulosigkeit seines Lehnsmannes Heinrichs des Löwen und der damit einhergehenden Niederlage des Kaisers gegen die Lombarden bei Legnano am 29. Mai 1176 triumphierte Alexander III. schließlich über Kaiser Friedrich I.: Bereits gegen Ende des Jahres 1167 nahm Alexander III. über die französischen Zisterzienseräbte Alexander von Citeaux und Pontius von Clairvaux Kontakt mit dem Kaiser auf. Im März 1169 traf der Kaiser mit den Gesandten Alexanders zusammen, wobei er die Forderung stellte, Alexander III. möge seinen zum König zu wählenden Sohn Heinrich als Mitkaiser salben, Heinrich würde daraufhin Alexander als Papst anerkennen, während Barbarossa seine Anerkennung bis zur Klärung der Frage schismatischer Priester-, Bischofs- und Abtweihen aufschieben wolle. Kurze Zeit später erkannte Friedrich jedoch den von den Kardinälen des verstorbenen Gegenpapstes gewählten Nachfolger Calixt III. an.

## Aussöhnung mit dem Kaiser und Ende des Schismas

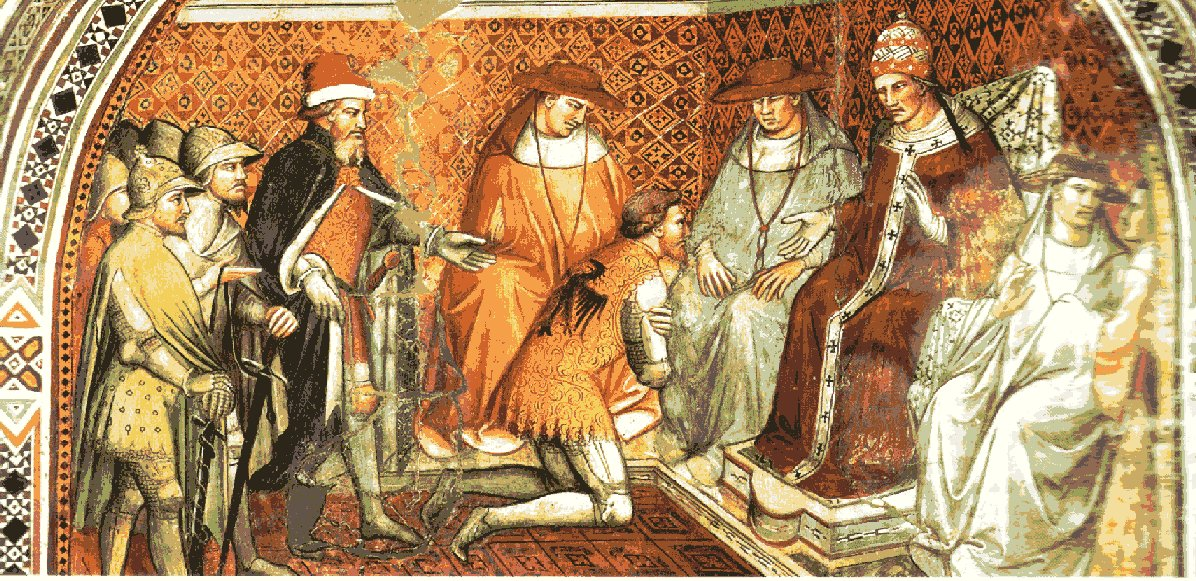
Kaiser Friedrich Barbarossa unterwirft sich 1177 in Venedig Papst Alexander III. (Fresko von Spinello Aretino, um 1400)

Die Kontakte zwischen dem staufischen Kaiserhof und ‚seinem‘ Gegenpapst waren seit dem Tode Viktors IV., spätestens seit dem Paschalis’ III. rudimentär, da der Gegenpapst kaum noch über großes politisches Gewicht verfügte. Seit 1170 bestand der Kaiser nicht mehr auf den Würzburger Eiden. Die Stimmen bei Hofe, die auf einen Ausgleich mit Alexander III. drängten, nahmen zu; Abt Hugo von Bonnevaux wurde in die Lombardei geladen. Eine kaiserliche Delegation handelte mit der Kurie in Anagni einen vorläufigen Vertrag über die Beendigung des Schismas aus („Vorfriede von Anagni“), der beidseitige Kompromisse in der Frage schismatischer Weihen und eine Rückgabe der Mathildischen Güter an die Kirche vorsah. Alexander III. akzeptierte nahezu alle von Barbarossa investierten Bischöfe, darunter so illustre Persönlichkeiten wie den Mainzer Erzbischof und Reichskanzler Christian I. von Buch oder den Kölner Erzbischof Philipp von Heinsberg, die entgegen der päpstlichen Exkommunikation des Kaisers im Investiturstreit zu diesem gestanden hatten.
Nach einer Einigung auf den Tagungsort der Friedensverhandlungen, die Republik Venedig unter dem Dogen Sebastiano Ziani, gelang es Friedrich Barbarossa durch Hinhaltetaktik, Alexander zu einem Verzicht auf die Rückgabe der heimgefallenen Mathildischen Güter zu bewegen. Schließlich söhnten sich Alexander III. und Friedrich I. auf dem Markusplatz in Venedig in einer bewegenden Szene aus. Am 24. Juli 1177 leistete Friedrich Barbarossa den Stratordienst; er küsste Alexander die Füße und hielt dem Papst die Steigbügel. Im Frieden von Venedig erkannte der Kaiser Alexander III. am 1. August 1177 als rechtmäßigen Papst an. Der Reichskanzler und Mainzer Erzbischof Christian I. von Buch, einer von Alexanders langjährig entschiedensten Gegnern, unterwarf sich Alexander im Zusammenhang mit dem Frieden von Venedig und stellte militärisch die Ordnung im Kirchenstaat (aus Sicht Alexanders) wieder her. Die römische Kommune vertrieb Alexander jedoch kurz nach dem Dritten Laterankonzil (5.–19. März 1179), so dass er seinen Lebensabend an verschiedenen Orten innerhalb des Kirchenstaates verbrachte.

## Kirchenstreit mit dem englischen König
Einen weiteren Triumph hatte Alexander bereits über den zweitmächtigsten Mann seiner Zeit erringen können. Der englische König Heinrich II. hatte um 1164 die Kirche dem Staat durch die Constitutions of Clarendon untergeordnet. Nach einem sechsjährigen Streit wurde in diesem Zusammenhang Thomas Becket ermordet, der Erzbischof von Canterbury. König Heinrich II. von England musste im Streit mit Alexander III. einen Teil der Constitutions of Clarendon wieder aufheben und sich am 12. Juni 1174 in der Kathedrale von Canterbury einer Geißelung unterziehen sowie anschließend eine ganze Nacht am Grab des heiliggesprochenen Thomas Becket auf den Knien liegend beten.

## Laterankonzil
Zur Vermeidung weiterer Schismen ließ Alexander III. das Dritte Laterankonzil einberufen. Im März 1179 beschloss das Konzil, dass zu einer gültigen Papstwahl die Zweidrittelmehrheit der Stimmen der Kardinäle nötig sei. Als Jurist widmete sich Alexander III. den kanonischen Ehegesetzen. Er beschloss neue Kennzeichen von Wucher und verfügte damit neue Regeln für Preise und Zinsen. Er bestätigte auch die alleinige Zuständigkeit des Heiligen Stuhls für Heiligsprechungen.
Papst Alexander III. starb im Exil von Civita Castellana. Seine Gebeine wurden nach Rom überführt. Sein Grab wurde jedoch von römischen Bürgern zerstört.